# Полиция Ирака
Поли́ция Ира́ка (араб. الشرطة العراقية‎) — правоохранительный орган в Республике Ирак, подчинённый Министерству внутренних дел Республики Ирак. Организация, структура и личных состав были определены гражданской коалиционной администрацией после войны 2003 года. Нынешним начальником полиции является генерал-лейтенант Раед Шакер Джавдат.